# Correspondence Chess Yearbook
Das Correspondence Chess Yearbook (CCY) war ein Periodikum für Fernschach. Es entstand 1991 in Zusammenarbeit mit der International Correspondence Chess Federation (ICCF) und widmete sich – ähnlich wie der in den 1960er Jahren publizierte Schachinformator im Nahschach – in jährlich drei Bänden dem internationalen Geschehen im Fernschach. Im Informatorstil kommentierte Partien wurden ergänzt durch eröffnungstheoretische Beiträge. Die Bände hatten einen Umfang zwischen 220 (CCY 1) und 264 Seiten (CCY 15). 
Die Initiative zum Start des Correspondence Chess Yearbook ging von italienischen Fernschachspielern um Sergio Curtacci und Maurizio Tirabassi aus. Die Reihe startete 1991 im Verlag s1 Editrice, Bologna. Herausgeber der ersten drei Ausgaben war Massimo Gaiba, ab Band 4 übernahm Maurizio Tirabassi die Herausgeberschaft. Der im Mai 1996 erschienene Band 15 war die letzte Ausgabe.